# Румфорд (лунный кратер)
Кратер Румфорд (лат. Rumford) — крупный ударный кратер в южном полушарии обратной стороны Луны. Название присвоено в честь англо-американского физика и изобретателя Бенджамина Румфорда (1753—1814) и утверждено Международным астрономическим союзом в 1970 г. Образование кратера относится к раннеимбрийскому периоду.

## Описание кратера

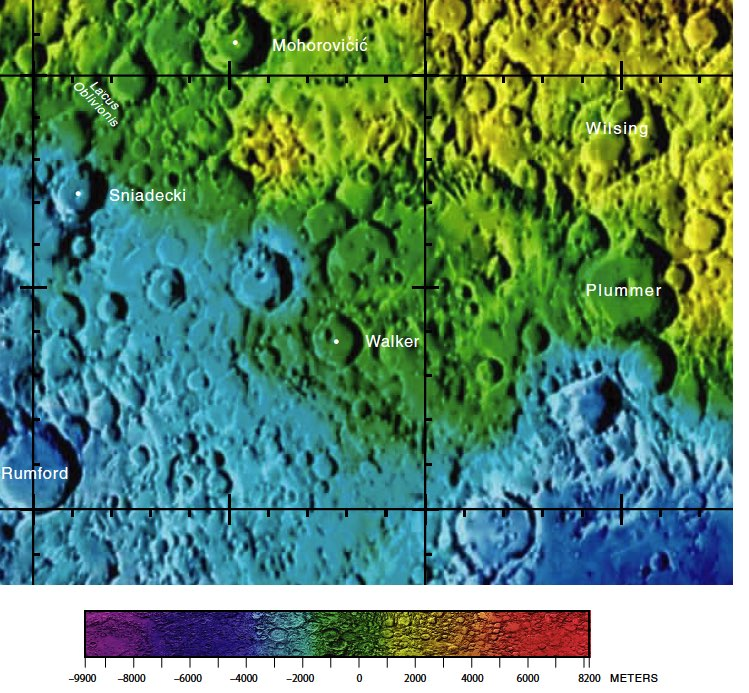
Окрестности кратера Румфорд. Фрагмент карты обратной стороны Луны.

Ближайшими соседями кратера являются кратер Левенгук на западе; кратер Орлов на северо-западе; кратер Снядецкий на севере; кратер Уокер на востоке-северо-востоке; кратер Оппенгеймер на юго-востоке и кратер Дэвиссон на юге-юго-западе. Селенографические координаты центра кратера 28°49′ с. ш. 169°48′ з. д. / 28,81° с. ш. 169,8° з. д., диаметр 60,8 км, глубина 2,7 км.
Кратер Румфорд имеет полигональную форму с небольшим выступом в восточной части, умеренно разрушен, западная часть кратера частично перекрывает сателлитный кратер Румфорд T. Вал с чётко очерченной кромкой, кроме сглаженной западной части, северная оконечность вала отмечена скоплением мелких кратеров. Внутренний склон террасовидной структуры, неравномерный по ширине, со следами обрушения у подножия. Высота вала над окружающей местностью достигает 1220 м, объём кратера составляет приблизительно 3200 км³. Дно чаши ровное, затоплено и выровнено тёмной базальтовой лавой. Над поверхностью лавы выступает небольшая вершина центрального пика.

## Сателлитные кратеры
| Румфорд | Координаты                                              | Диаметр, км |
| ------- | ------------------------------------------------------- | ----------- |
| A       | 25°10′ ю. ш. 169°05′ з. д. / 25,16° ю. ш. 169,09° з. д. | 30,2        |
| B       | 25°07′ ю. ш. 167°52′ з. д. / 25,11° ю. ш. 167,86° з. д. | 22,1        |
| C       | 27°28′ ю. ш. 167°55′ з. д. / 27,47° ю. ш. 167,92° з. д. | 26,1        |
| F       | 28°45′ ю. ш. 165°02′ з. д. / 28,75° ю. ш. 165,03° з. д. | 14,5        |
| Q       | 30°52′ ю. ш. 171°46′ з. д. / 30,86° ю. ш. 171,76° з. д. | 29,1        |
| T       | 28°32′ ю. ш. 172°09′ з. д. / 28,54° ю. ш. 172,15° з. д. | 111,7       |

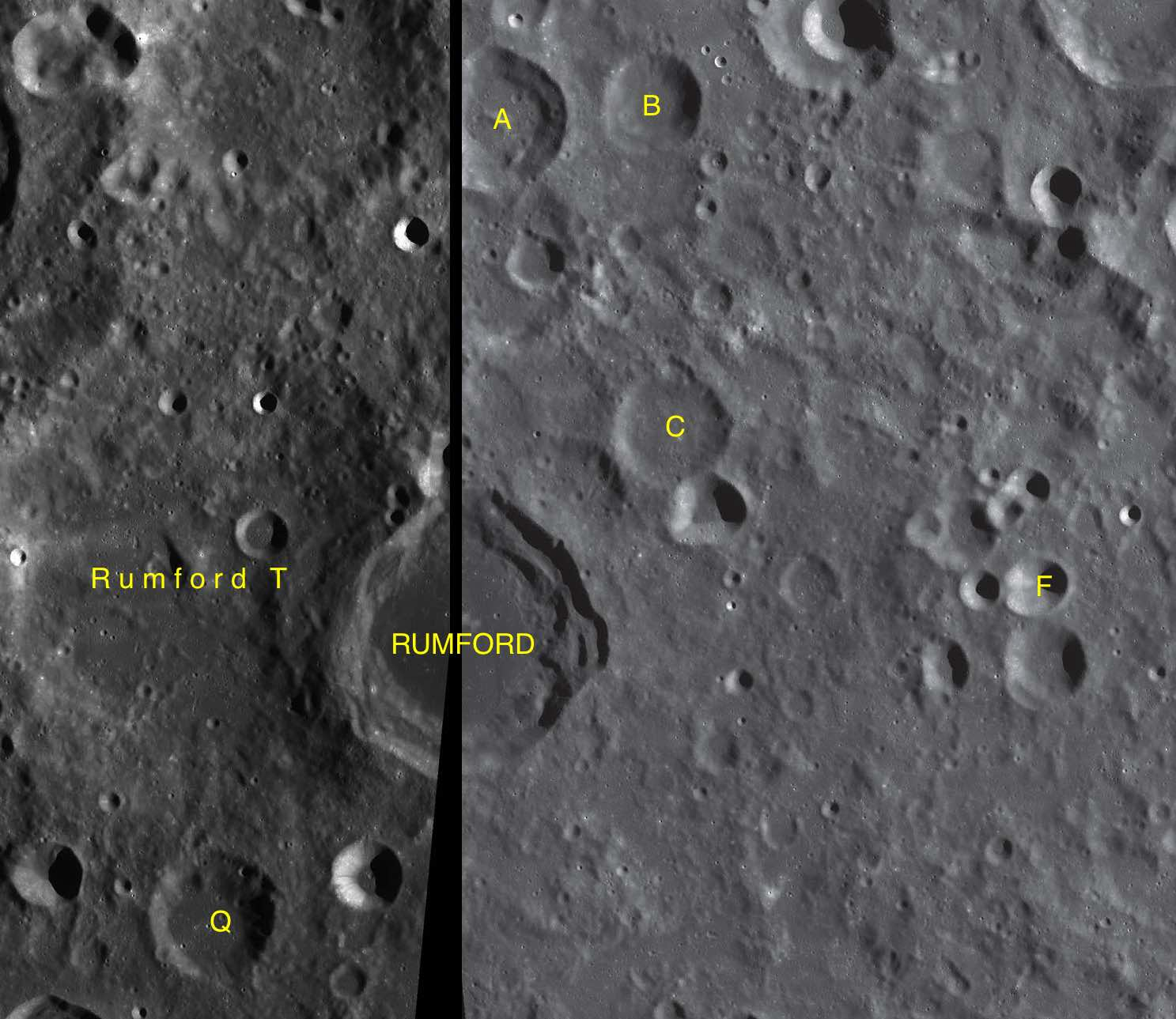
Фрагменты карт LAC-104, LAC-105.

- Образование сателлитного кратера Румфорд T относится к донектарскому периоду[1].